# 児童福祉
児童福祉（じどうふくし）とは、児童に対して政府等が行う福祉サービスのことを指す。児童福祉の概念には社会福祉の概念に対応して、目的概念の「児童の福祉」と実体概念の「児童福祉」があるとされる。
1980年代後半から従来の「児童福祉」概念に代わる概念として、家庭や家族を取り込んだ「子ども家庭福祉」や「児童家庭福祉」などの概念が提唱されるようになった。しかし、これらの概念に対しては提唱者の意図を離れて、公的責任の免責、家族責任の強化につながる可能性があるとの指摘もある。

## 対象となる問題

### 児童労働
特に貧困国では、経済的理由により子供は生き残るために働くことを余儀なくされている。児童労働はしばしば困難な状況で発生する。これは危険であり、将来の市民としての教育を損ない、成人になるうえでの脆弱性を高める。児童労働についての年齢や人数を正確に計ることは難しい。2016年には、少なくとも1億5200万人の5歳未満の子供が労働していたが、これは家庭内労働はカウントされていないため、この数字は過小評価されている

### 犯罪と子殺し
一部の国では、子供であっても一般的な犯罪で投獄される可能性がある。イランや中国のような一部の国では、犯罪を犯した子供は死刑も宣告可能である（米国では2005年に廃止した）。少年兵として使用される国では、捕虜になる可能性すらある。

### 親の責任
1984年、欧州人権条約を所管する欧州評議会は、親の責任に関する勧告R（84）4を作成した。それにおいては親の責任を、満たすべき「機能」義務と、その義務を果たすために行使できる「権限」の二つで定義した。児童虐待およびネグレクトとは、親（もしくはその他の保護責任を負う者）が、子供の利益を目的とした形で、権限を行使できないことと定義する。

## 歴史
近代になるまで子どもを人格の主体とする考え方は極めて弱いものだった。しかし、資本主義社会が形成されるとともに近代国家では社会構成員として子どもを位置づけるようになり、一方で子どもを過酷な労働から守る視点も生まれた。
また、子どもを人格の主体と捉える端緒といわれているのがルソーの『エミール』であり「子どもの発見」として知られるようになった。ルソーの思想はエレン・ケイの『児童の世紀』に引き継がれたが、ルソーやケイは子ども期が成人期とは異なることを確認し、特に子どもの貧困や労働搾取からの保護、家庭教育の重要性を主張した。
20世紀には二度の大戦があったが、第一次世界大戦後の1924年にジュネーブ宣言、第二次世界大戦後の1959年に児童の権利に関する宣言が採択された。さらに1989年（平成元年）には児童の権利に関する条約が採択され条約化が実現した。

## 欧米における児童福祉
世界最初の社会福祉・社会保障の体系的な法律とされているイギリスのエリザベス救貧法では一般の貧困者とは別に子どもを保護の対象としていた。イギリスでは1883年に児童虐待防止協会が設立され、1889年には児童虐待防止法が制定された。さらに過酷な労働から子どもを保護するため1833年には工場法が成立した。

## 日本における児童福祉
児童をどのように定義するかはその局面によって異なるが、児童福祉法においては、児童を「満18歳に満たないもの」と定義している。なお、制度によっては「20歳未満のもの」「18歳に達した後最初の年度末までの間にあるもの」などと児童を定義するものもある。
- 労働基準法 - 児童が満15歳に達した日以後最初の3月31日が終了するまで、これを使用してはならない。
- 民法 -  婚姻は、18歳にならなければ、することができない。
- 二十歳未満ノ者ノ飲酒ノ禁止ニ関スル法律 - 20歳未満ノ者ハ酒類ヲ飲用スルコトヲ得ス
- 二十歳未満ノ者ノ喫煙ノ禁止ニ関スル法律 - 20歳未満ノ者ハ煙草ヲ喫スルコトヲ得ス
- 競馬法,モーターボート競走法,自転車競技法 - 20歳未満の者は、投票券を購入し、又は譲り受けてはならない。

### 児童福祉に関する機関・窓口

#### 児童相談所
都道府県と政令指定都市は、児童に関する様々な相談を受け付ける児童相談所を設置することが義務づけられている。児童相談所は親からの子育てに関する相談や、児童虐待に関する通報などを受け、適切な処置を指導したり、相談所内の一時保護所に児童を保護したり、各種施設や里親に児童を委託するなどの措置を行う。

#### 児童委員
民生委員法に定められた民生委員は、児童福祉法により児童委員を兼ねることとされている。児童委員は地域ごとの担当を持ち、児童に関する相談を受け付け、適切な制度を紹介したり、行政機関との連絡を行ったりする。